# Rhein-Ruhr-Zentrum

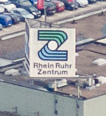
Altes Logo („Zett“) auf dem Dach (2014)

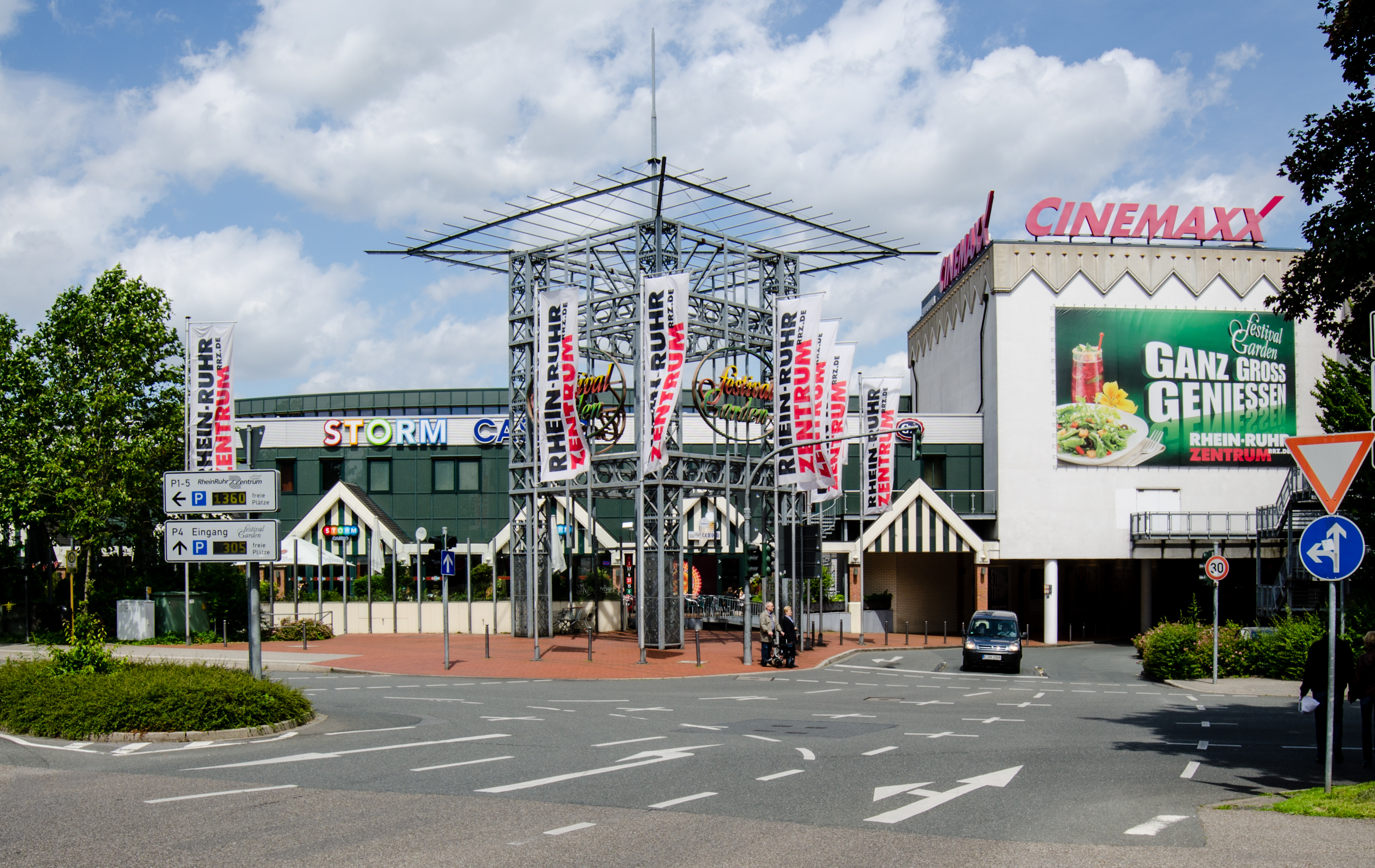
Südlicher Eingangsbereich (2012)

Das Rhein-Ruhr-Zentrum (kurz: RRZ oder nur Zett aufgrund des ursprünglichen Logos, eigene Schreibweise: Rhein-Ruhr Zentrum) war bei seiner Eröffnung 1973 eines der ersten und das größte überdachte Einkaufszentrum Deutschlands. Es liegt im Osten von Mülheim an der Ruhr an der Grenze zu Essen und verfügt heute über rund 79.000 Quadratmeter Verkaufsfläche.

## Geschichte
Das 200.000 Quadratmeter große Gelände wurde bis 1929 von der Zeche Humboldt des Mülheimer Bergwerks-Vereins genutzt. Danach diente es als Kohlenumschlaganlage.

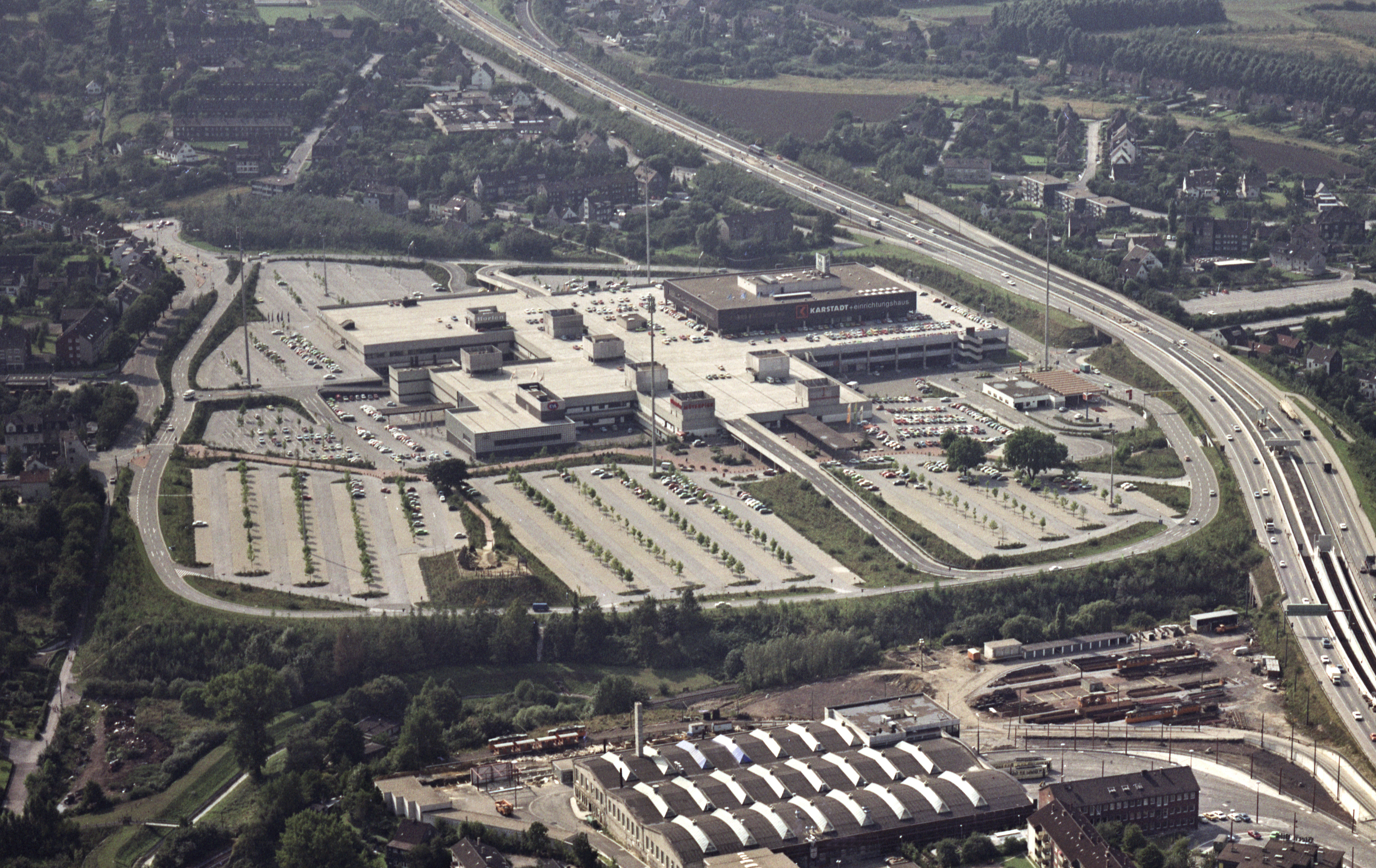
Das Rhein-Ruhr-Zentrum in der ursprünglichen Größe 1975

Nach ersten Planungen im Jahre 1970 wurde am 1. März 1973 das rund 150 Millionen DM teure Einkaufszentrum mit damals 57 Geschäften eröffnet. Entwickelt wurde das Projekt vom Architekten Walter Brune, der zuvor bereits mehrere Kaufhäuser unter anderem für Karstadt und Horten gebaut hatte und später die Kö-Galerie entwickelte. Zu dieser Zeit waren die Stinnes AG, die Karstadt AG, C&A Brenninkmeyer und die Otto Warenhausgesellschaft die Eigentümer.
1978 gewann das Rhein-Ruhr-Zentrum nach Umbau des Otto-Warenhauses 31 weitere Einzelhandelsfachgeschäfte hinzu.
Von 1992 bis 1993 wurde das Rhein-Ruhr-Zentrum erheblich erweitert und ausgebaut. Der Altbaubereich wurde umstrukturiert und mit Glaskuppeln ausgestattet, so dass viele Shopping-Malls und Geschäfte sich neu darstellen konnten. Im Osten, Süden und Westen wurden umfangreiche Neubauteile mit großflächigen, lichtdurchfluteten Malls errichtet. Die Außenfassade erhielt eine neue Verkleidung.
1998 begannen die Bauarbeiten zur Erweiterung des RheinRuhrZentrums um den Bereich Süd zu einem Urban Entertainment Center.
2006 fand die Übernahme durch die RheinRuhrZentrum GmbH & Co. KG, einer gemeinsamen Gesellschaft der Merrill-Lynch-Gruppe und der ECE-Projektmanagement-Gruppe, statt.
Derzeit befinden sich im RRZ über 200 Fachgeschäfte sowie umfangreiche Gastronomie- und Entertainment-Angebote auf einer Verkaufsfläche von 70.000 m². Angrenzend befindet sich das ehemalige Hauptverwaltungsgebäude, dass die Stinnes AG und bis 2017 die Brenntag-Gruppe (Chemiedistribution) beherbergte.
Bis zu 40.000 Besucher kommen an normalen Verkaufstagen. An „langen Samstagen“, besonders vor Weihnachten, können es bis zu 80.000 Besucher werden. Der Umsatz steigerte sich von rund 139 Millionen DM (1973) bis auf etwa 360 Millionen Euro (2002).
Im Juni 2023 wurde das Center zusammen mit dem Büroturm von der Betreibergesellschaft Harko an ein Konsortium aus der Eurofund Group und Signal Capital Partners verkauft.

## YoungFashionMall
Die YoungFashionMall ist eine so genannte Mall in der Mall. Diese hat sich auf die Mode von Teenagern spezialisiert. Des Weiteren fand sich hier ein Bowlingcenter (separater Bereich im Untergeschoss).

## Food Lounge

FoodLounge (Juli 2023)

Neben einer Reihe von Schnellimbissen befindet sich hier weitere Gastronomie, wie Eiscafés, Cocktailbars, offene Restaurants und Kneipen. In Sommernächten bieten die zahlreichen Gastronomien ihre Dienste bis 24 Uhr an. Des Weiteren befindet sich ein CinemaxX-Kino, sowie ein Casino innerhalb der Food Lounge, welches ebenfalls eine Gastronomie betreibt. Im oberen Bereich befindet sich zudem ein Kinderparadies.
Der ehemalige Festival Garden wurde im April 2013 in Food Lounge umbenannt, das für ein jüngeres und frischeres Konzept stehen soll.

## Verkehrsanbindung

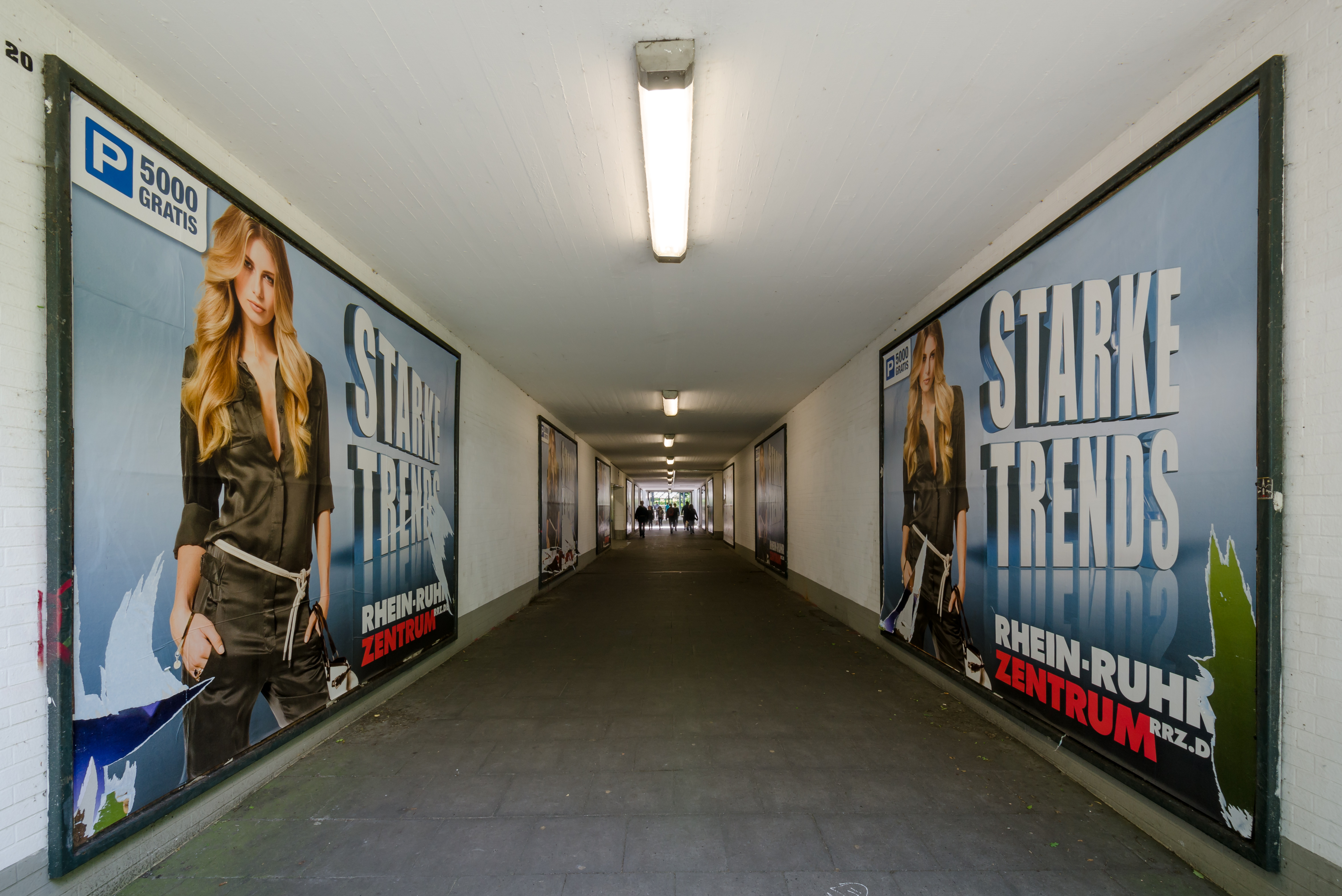
Fußgängertunnel unter A40 mit Zugang zur U-Bahn-Haltestelle

Im Jahr 2003 erhielt das Rhein-Ruhr-Zentrum mit der Anschlussstelle 20 „Mülheim-Heimaterde / Rhein-Ruhr Zentrum“ zur A 40 eine eigene Ausfahrt aus Richtung Mülheim an der Ruhr sowie eine entsprechende Auffahrt in Richtung Essen. Eigens dafür wurde nach Fertigstellung die einbahnige Verkehrsrichtung des Humboldtrings um das Rhein-Ruhr-Zentrum in Richtung des Uhrzeigersinns geändert. Es gibt eine Tankstelle und mehr als 5000 kostenfreie Parkplätze, überwiegend in Parkhäusern.
Im öffentlichen Nahverkehr ist das RRZ im Verkehrsverbund Rhein-Ruhr durch eine Stadtbahnlinie und drei Bus-Linien sowie zwei Nachtexpresse angebunden:
| Linie | Verlauf | Takt (Mo–Fr)          |
| ----- | --- | --------------------- |
|       | Essen, U Berliner Platz – U Hirschlandplatz – U Essen Hbf – U Bismarckplatz – Savignystraße/ETEC – Hobeisenbrücke – E-Frohnhausen, Wickenburgstraße – Mülheim (Ruhr), Rhein-Ruhr-Zentrum – Rosendeller Straße – U Eichbaum – U Heißen Kirche – U Mühlenfeld – U Christianstraße – U Gracht – U Von-Bock-Straße – U Mülheim (Ruhr) Hbf | 10 min                |
| 130   | Oberhausen, City Forum – Oberhausen Hbf – Oberhausen-Styrum – Mülheim-Styrum – Schloss Styrum – Mülheim Hbf – Mülheim Stadtmitte – Wasserstraße – Max-Planck-Institute – Oppspring – Mülheim Hauptfriedhof – Raadt – Flughafen Essen/Mülheim – Essen-Haarzopf Erbach – Fulerum Gemeindezentrum – Rhein-Ruhr-Zentrum                   | 20 min                |
| 139   | Broich Friedhof – Saarner Kuppe – Mendener Brücke – Oppspring – Rumbachtal – Heißen Kirche – Heimaterde – Rhein-Ruhr-Zentrum – Essen-Frohnhausen Breilsort | 30 min                |
| 151   | Rhein-Ruhr-Zentrum – Heißen Kirche – Rumbachtal – Mülheim Hbf – Mülheim Stadtmitte – Kahlenberg (Fuß des Berges am Ruhrufer) – Mülheim-Menden – Kettwig-Ickten – Schwimmbad Kettwig → Kettwig, Ringstraße → Kettwiger Markt | 60 min                |
| NE5   | Mülheim Stadtmitte – Mülheim Kaiserplatz − Holthausen – Rumbachtal – Heißen Kirche – Rhein-Ruhr-Zentrum | 60 min                |
| NE10  | Essen Hbf – Am Waldthausenpark – Berliner Platz – Weststadt – Alfred-Krupp-Schule – Frohnhausen, Gervinusstr. – Wickenburgstr. – Rhein-Ruhr-Zentrum Süd – Fulerum – Haarzopf, Erbach | 60 min                |
| T1    | TaxiBus: Mülheim Rhein-Ruhr-Zentrum (NE) – Frohnhausen Breilsort | 60 min (Nachtverkehr) |

## Trödelmarkt
Jeden ersten Sonntag im Monat findet im und um das Rhein-Ruhr-Zentrum ein großer Trödel- und Antikmarkt statt. Dieser ist auch größtenteils durch die Parkhäuser überdacht.

## Umbau
Im September 2018 wurde bekannt, dass im gesamten Center eine umfangreiche Modernisierung geplant ist. Die Arbeiten hierfür sollen im laufenden Betrieb stattfinden. Der Starttermin war hier ursprünglich für das Frühjahr 2020 vorgesehen, der sich aber in Folge der Corona-Pandemie Anfang 2020 nicht realisieren ließ.
Nach dem Verkauf des gesamten Centers im Juni 2023 sprach sich der neue Eigentümer für einen erneuten Anlauf der Sanierungs- und Umbauarbeiten aus. Hierzu wurde im Vorfeld eine Verlängerung des Mietvertrages des ansässigen CinemaxX-Kinos für die kommenden 15 Jahre vereinbart. Der Beginn des Vorhabens ist Anfang 2024 geplant und setzt sich aus einer Summe von 180 Millionen Euro zusammen. Das Projekt soll voraussichtlich drei Jahre in Anspruch nehmen.